# Armenia Magna

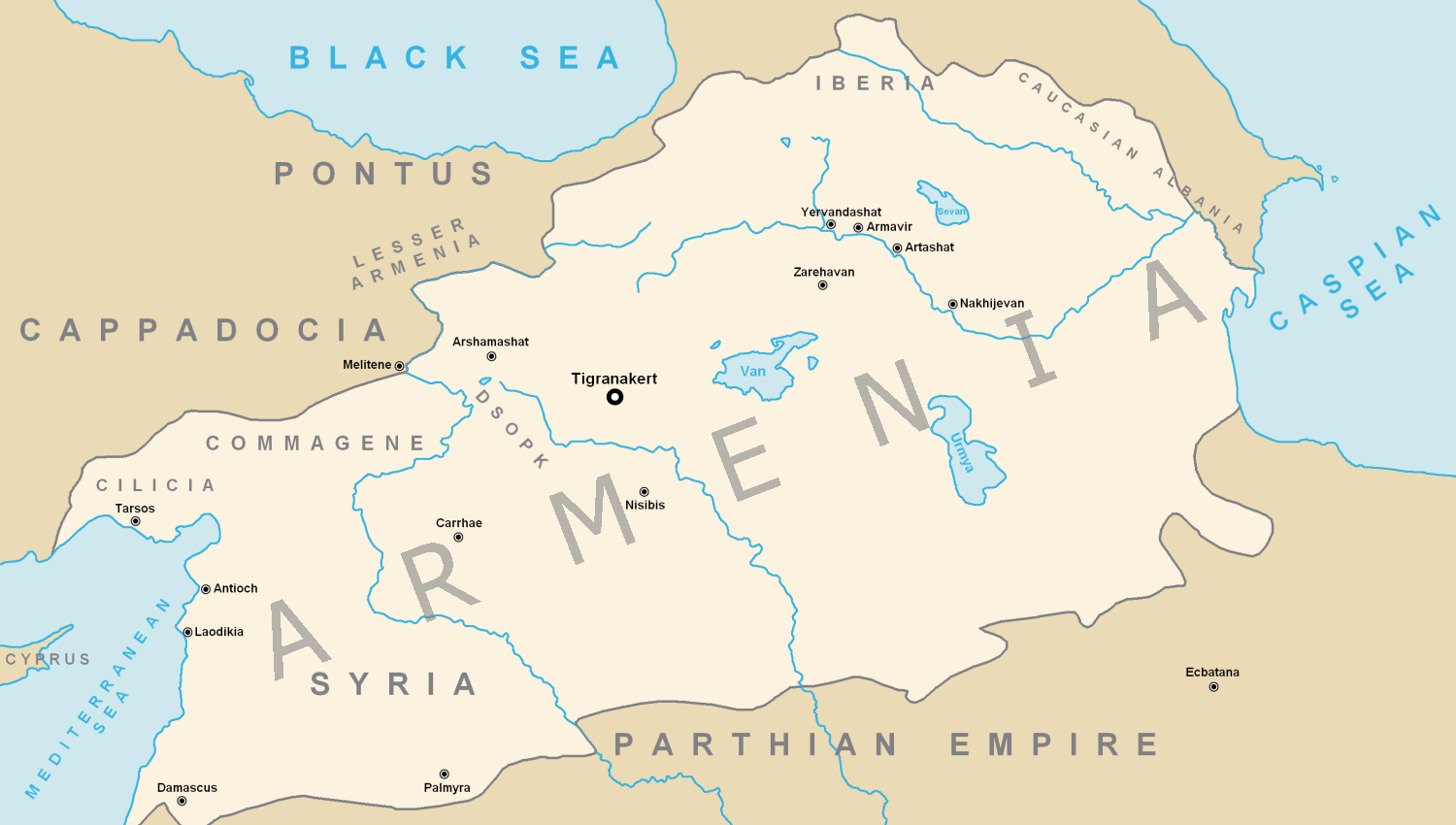
Arménia i. e. 80-ban

Armenia Magna (latinul: Armenia Maior, örményül: Մեծ Հայք, azaz Mec Hajk) vagy Nagy-Örményország ókori ország Kis-Ázsiában, a mai Törökország északkeleti, illetve Örményország és Azerbajdzsán területén. A görögök és a rómaiak különbséget tettek Nagy-Örményország (Armenia Magna, illetve Maior), az Eufrátesztől keletre eső fennsík és Kis-Örményország (Armenia Mikra, illetve Minor), a tőle nyugatra elhelyezkedő kis királyság közt.

## Története

### Urartu
A később Nagy-Örményországnak nevezett terület i. e. 585-ig Urartu néven ismert. Urartu visszaszorulásával összezsugorodott, és a Van-tó közvetlen környékét leszámítva minden területük méd kézre került, köztük a mai Örményország magvát alkotó Szóphéné is. A perzsák hatalmának gyengülésével párhuzamosan az egykori Urartu tartományait a Hajasa nevű királyság fogta össze, majd a Perzsa Birodalom összeomlásával már Armenia néven kezdett nagyarányú hódításokba. Urartu változatos etnikumú és kultúrájú állam volt. Eleinte fejedelemségek laza halmaza, később erősen centralizált állam, amelynek keretein belül megindult egy olyan egységesedés, ami később néppé váláshoz vezetett.

### Armenia kialakulása
A déli Transzkaukázia vegyes eredetű lakossága az urartui–asszír, majd méd–perzsa konfrontációk idején nagyjából egynyelvű és kultúrájú néppé kovácsolódott össze, és magukat ḫay néven nevezték. Ḫay népe vélhetően a hettita ékírásos forrásokból Ḫayaša (Hajasa) néven ismert területről kapta a nevét. Hajasa az i. e. 8. században függetlenné vált Urartutól, majd a 7. században Arme elfoglalásával katonailag is jelentős középhatalommá vált. Arme királyságában éltek az arme-törzsek. I. Dareiosz behisztuni feliratain már Arminia névvel szerepel a térség, ebből lett az Armenia. A ḫay terjeszkedés olvasztotta egy néppé az urtartui törzseket, mégis ettől kezdve Arme nevéből perzsa közvetítéssel örményként ismerjük őket.
Az örmény területeket a későasszír korban médek foglalták el. Az örmény előkelőség mind a médek, mind az őket követő perzsák ellen többször lázadt fel. Utoljára I. Dareiosz alatt, amikor a felkelést egy perzsa oldalon álló arisztokrata, Dādaršiš segítségével verték le.
Az örmény életmódról Xenophón Anabaszisza ad némi tájékoztatást. Ekkor még nemzetségi közösségben (tun) éltek. A tun rokon nagycsaládok összessége (erd). Létezett már a rabszolgatartás és a vagyoni differenciálódás, az addig nem hasznosított ugar területeket (örményül agarak) a nemzetségfők foglalták el, és rabszolgákkal műveltették. Az önellátó gazdálkodást épp az időben kezdte felváltani a piacra termelés, Xenophón idejében a bor volt a leggyakoribb kiviteli termék.
Az örmény mitológiáról is a perzsa hódoltság korából származnak az első ismeretek. Az ősök kultuszai mellett népes panteon alakult ki. Ebben a főisten Ḫayk (Hajk). Mellette jelentős Ara, a meghaló és feltámadó természetisten, a termékenység istennője, Asztlik, a hadisten, Tork Angel, valamint a vizek és az erő istennője, Narini. Az örmény eposzban kibontakozó mitológiai kép egy része még az asszírok korából ered (Šammu-ramat és Ara háborúja, Hajk és Bél harca), más részük viszont már a méd–perzsa korhoz kötődik (Ervand és Istuviga, Tigranész és Kürosz küzdelme).

### Hellenisztikus kor
Armenia Magna a perzsa birodalom egyik tartományát, más néven szatrapiáját alkotta. A szeleukida uralom alatt körzeteit helyi kormányzók igazgatták. III. Antiokhosz magnésziai veresége (i. e. 189) után az ott élők függetlennek nyilvánították magukat, és egy helyi király, Artaxiász hajtotta uralma alá egész Nagy-Arméniát. Egyik utódjának, Nagy Tigranésznek birodalomépítő törekvései és a pontoszi VI. Mithridatésszel kötött szövetsége szembeállította az országot Rómával, és az Lucullus és Pompeius római hadvezérek hadjáratait követően római védnökség alá került. E protektorátusnak a fenntartása Augustus és az őt követő császárok nyíltan vallott céljai közé tartozott.
Armenia a két hatalom, Róma és a Pártus Birodalom közti állandó harc tárgya lett, mindkettő igyekezett fennhatóságát kiterjeszteni rá. A pártusokat e tekintetben később a Szászánida Birodalom váltotta fel. A pártus Arszakida család oldalágából származó arméniai fejedelmek, a Nero által Rómában megkoronázott Tiridatész utódai általában sikeresen egyensúlyoztak ebben a kiélezett helyzetben, megtartották a pártusok szimpátiáját, miközben Róma-barátságukat hangoztatták. Róma politikája Armeniával szemben csupán rövid időre változott meg, amikor Traianus ideiglenesen provinciaként a Római Birodalomhoz csatolta az országot (114–116).
Kis-Armenia sorsa eltérően alakult: a rómaiak galatiai, kappadókiai, pontoszi, atropaténéi szövetségeseiket ültették trónjára, végül Vespasianus császár beolvasztotta Cappadocia provinciába.
Nagy-Armenia volt az első királyság, amely államvallássá tette a kereszténységet a 3. század végén, Világosító Szent Gergely térítőmunkája hatására. 387-ben Perzsia és Konstantinápoly felosztotta egymás közt az országot, a szászánida uralkodók ezt követő keresztényüldözései számos mártírt követeltek, de egyben felszították az örmény nemzeti érzést is. Az arabok a területet 653-ban hódították meg.